# LEON
LEON è un microprocessore RISC a 32 bit. Il processore è compatibile a livello di istruzioni con i processori SPARC V8 (specifiche 1987) ed è stato sviluppato dalla Gaisler Research e dalla Agenzia Spaziale Europea. Il processore è sintetizzato con il linguaggio VHDL ed è disponibile sotto GNU General Public License.